# Plebejus zephyrinus
Plebejus zephyrinus är en fjärilsart som beskrevs av Hugo Theodor Christoph 1884. Plebejus zephyrinus ingår i släktet Plebejus och familjen juvelvingar. Inga underarter finns listade i Catalogue of Life.